# Шиди, Элли
Алекса́ндра Эли́забет «Э́лли» Ши́ди (англ. Alexandra Elizabeth «Ally» Sheedy; род. 13 июня 1962, Нью-Йорк) — американская актриса и писательница.

## Ранние годы
Элли Шиди родилась в Нью-Йорке в семье менеджера по рекламе Джона Шиди и Шарлотты Баум, литературного агента, вовлечённого в движение за гражданские права и права женщин. Отец — ирландский католик, мать — еврейка. Родители развелись в 1971 году. В тринадцать лет Шиди написала детскую книгу «She Was Nice to Mice» о мышах при дворе английской королевы. Элли начала выступать в различных местных театральных постановках в свои подростковые годы. В 1980 году Элли окончила нью-йоркскую частную школу «Columbia Grammar & Preparatory School».

## Карьера
Впервые в кино она выступила в фильме «Плохие мальчишки» с Шоном Пенном. За этим последовали ещё нескольких ролей в успешных фильмах: «Военные игры», «Клуб „Завтрак“» и «Огни святого Эльма».

Элли стали причислять к новому поколению звёзд вместе с Деми Мур. Однако после первоначального всплеска популярности Элли сыграла в нескольких неудачных фильмах («Сердце Дикси», «Служанка на заказ»), которые провалились в прокате. После этого её перестали приглашать на съёмки. По мнению деятелей Голливуда, Шиди плохо соответствовала тому, что требовалось от потенциальной кинозвезды. По словам самой Шиди в интервью журналу «Salon entertainment»: «Я считалась холодной как лёд, негодной для ролей в фильмах, негодной для работы, негодной для секса». Менеджеры и агенты советовали ей «поправить грудь», носить больше косметики и меньше одежды, и тусоваться с более успешными кинозвёздами: 
«Мне говорили: „Проблема в том, что никому не хочется трахнуть тебя“, и моя карьера отправилась прямо на помойку».
В 1989 году после лечения Элли переехала в Нью-Йорк и постепенно снова начала играть роли в телефильмах, и фильмах, выходивших на видео. В течение нескольких лет Элли училась актёрскому мастерству у известного тренера Гарольда Гаскина (англ. Harold Guskin). В 1998 году она сыграла роль фотографа Люси Берлинер в фильме «Высокое искусство», которая была высоко оценена критиками. За эту роль Шиди была награждена премиями Национального общества кинокритиков США и «Независимый дух».
Ныне Шиди является преподавательницей в Городском университете Нью-Йорка.

## Личная жизнь
В 1980-х годах Шиди встречалась с гитаристом Ричи Самборой, отношения с которым, по её словам, привели к зависимости от лекарств и наркотиков. Она прошла успешный курс реабилитации.
С 1992 по 2008 год Шиди была замужем за актёром Дэвидом Лэнсбери, племянником актрисы Анджелы Лэнсбери. У них есть сын Бекетт (род. 1994), который является транс-мужчиной.
В январе 2018 года Шиди оставила на своём аккаунте в «Twitter» сообщения, которые сопроводила именами Джеймса Франко и Кристиана Слейтера, а также хештегом #Me Too, тем самым обвинив их в неподобающем поведении. Позже Шиди удалила сообщения.

## Избранная фильмография
| Год       |    | Русское название                      | Оригинальное название          | Роль                  |
| --------- | -- | ------------------------------------- | ------------------------------ | --------------------- |
| 1983      | с  | Сент-Элсвер                           | St. Elsewhere                  | Дайан                 |
| 1983      | с  | Блюз Хилл-стрит                       | Hill Street Blues              | Кристен               |
| 1983      | ф  | Плохие мальчишки                      | Bad Boys                       | Джей Си Валенски      |
| 1983      | ф  | Военные игры                          | WarGames                       | Дженнифер             |
| 1985      | ф  | Клуб «Завтрак»                        | The Breakfast Club             | Эллисон Рейнолдс      |
| 1985      | ф  | Огни святого Эльма                    | St. Elmo’s Fire                | Лесли Хантер          |
| 1986      | ф  | Блу-сити                              | Blue City                      | Энни Рейфорд          |
| 1986      | ф  | Короткое замыкание                    | Short Circuit                  | Стефани Спек          |
| 1988      | ф  | Короткое замыкание 2                  | Short Circuit 2                | Стефани Спек          |
| 1989      | ф  | Сердце Дикси                          | Heart of Dixie                 | Мэгги                 |
| 1990      | ф  | Свадьба Бетси                         | Betsy’s Wedding                | Конни Хоппер          |
| 1990      | тф | Пропавший Капоне                      | The Lost Capone                | Кэтлин Харт           |
| 1991      | ф  | Поймёт лишь одинокий                  | Only the Lonely                | Тереза Луна           |
| 1992      | ф  | Один дома 2: Потерявшийся в Нью-Йорке | Home Alone 2: Lost in New York | продавец билетов      |
| 1993      | с  | Дневники Красной Туфельки             | Red Shoe Diaries               | Карен                 |
| 1993      | ф  | Лучший друг человека                  | Man’s Best Friend              | Лори Таннер           |
| 1994      | тф | Последнее предательство               | Ultimate Betrayal              | взрослая Мэри Роджерс |
| 1996      | с  | За гранью возможного                  | The Outer Limits               | Картер Джонс          |
| 1997      | тф | Заживо погребённый 2                  | Buried Alive 2                 | Лора Рискин           |
| 1998      | ф  | Высокое искусство                     | High Art                       | Люси Берлинер         |
| 1999      | ф  | Шугар Таун                            | Sugar Town                     | Лиз                   |
| 2001      | с  | Тюрьма Оз                             | Oz                             | Лиза Логан            |
| 2002      | с  | Опять и снова                         | Once and Again                 | Мириам Роуз Миллер    |
| 2003      | с  | Мёртвая зона                          | The Dead Zone                  | Кейт Мур              |
| 2007      | с  | C.S.I.: Место преступления            | CSI: Crime Scene Investigation | Шеннон Тернер         |
| 2007—2008 | с  | Кайл XY                               | Kyle XY                        | Сара                  |
| 2009—2013 | с  | Ясновидец                             | Psych                          | мистер Янг            |
| 2010      | ф  | Добро пожаловать к Райли              | Welcome to the Rileys          | Харриет               |
| 2015      | с  | Мотив                                 | Motive                         | Стефани Карсон        |
| 2016      | ф  | Люди Икс: Апокалипсис                 | X-Men: Apocalypse              | учительница Скотта    |
| 2019      | с  | Мамаша                                | Mom                            | Фиона                 |